# Comitato permanente dell'Assemblea nazionale del popolo
Il Comitato permanente dell'Assemblea nazionale del popolo (cinese semplificato: 全国人民代表大会常务委员会; cinese tradizionale: 全國人民代表大會常務委員會; pinyin: Quánguó Rénmín Dàibiǎo Dàhuì Chángwù Wěiyuánhuì) è l'istanza superiore dell’Assemblea nazionale, il massimo organo legislativo della Repubblica Popolare Cinese, incaricato di farne le veci fra una sessione plenaria e l'altra. In questo lasso di tempo, di fatto il Comitato permanente ha anche poteri legislativi, ma risponde all'Assemblea in seduta plenaria. È simile, sotto molti aspetti, al Presidium del Soviet Supremo dell'URSS.

## Funzionamento
Il Comitato permanente è incaricato di fare le veci dell'Assemblea nazionale del popolo, fra una sessione plenaria e l'altra. In questo lasso di tempo, il Comitato permanente detiene poteri legislativi, ma risponde in ogni caso all'Assemblea in seduta plenaria. 
Oltre ad esercitare le funzioni dell'Assemblea, il Comitato permanente svolge anche funzioni di controllo sui vari organi dello Stato (il presidente della Repubblica, il Consiglio di Stato, la Commissione militare centrale, la Corte suprema del popolo) ed ha fra i suoi ruoli funzioni che, nei sistemi politici occidentali, sono solitamente associate al presidente della Repubblica, fra cui l'emanazione di decreti, la concessione di onorificenze e medaglie, l'ordine di mobilitazione.
Secondo la Costituzione del 1975, il Comitato permanente esercitava collegialmente le funzioni di capo dello Stato. Con la reintroduzione della carica di presidente della Repubblica nel 1982, questa funzione venne meno.
Il Comitato permanente è composto da 150 membri eletti dall'Assemblea nella sua prima sessione plenaria. Fra questi 150 membri, l’Assemblea elegge un presidente, 13 vicepresidenti e un segretario generale, che vanno a formare il Consiglio di presidenza. All'interno del Comitato permanente vengono formate (praticamente con le stesse modalità dell'Assemblea) commissioni di lavoro, specificamente: l'ufficio generale; la commissione affari legislativi; la commissione bilancio; il comitato credenziali; i comitati amministrativi per Hong Kong e Macao.

## Composizione attuale del Consiglio di presidenza
- Presidente:
  - Zhao Leji (PCC)
- Vicepresidenti:
  - Li Hongzhong (PCC) (1º Vicepresidente)
  - Wang Dongming, Xiao Jie, Tie Ning, Peng Qinghua, Zhang Qingwei, Shohrat Zakir, Losang Jamcan (PCC)
  - Zheng Jianbang (RCKMT)
  - He Wei (CPWDP)
  - Ding Zhongli (CDL)
  - Hao Mingjin (CDNCA)
  - Cai Dafeng (CAPD)
  - Wu Weihua (JS)
- Segretario generale:
  - Liu Qi (PCC)